# The Broncho Buster's Bride
The Broncho Buster's Bride est un film muet américain réalisé par Allan Dwan et sorti en 1911.

## Synopsis
le contremaître du ranch rencontre sa future mariée.

## Fiche technique
- Réalisation : Allan Dwan
- Société de production : American Film Manufacturing Company
- Société de distribution : Motion Picture Distributors and Sales Company
- Pays de production :  États-Unis
- Langue originale : anglais
- Format : noir et blanc — 35 mm — 1,37:1 — Film muet
- Genre : Western
- Date de sortie : États-Unis : 19 juin 1911
- Licence : Domaine public

## Distribution
- J. Warren Kerrigan : Jack Brandt
- Pauline Bush : Mme Brandt
- Jack Richardson

## Autour du film
- Ce film était exploité en salle sur la même bobine que The Yiddisher Cowboy[1]